# Премия за лучшую переводную книгу
Премия за лучшую переводную книгу (англ. Best Translated Book Award) — ежегодная премия за оригинальный перевод книги на английский язык, опубликованный в истекшем году. Присуждается сетевым литературным журналом Three Percent, который выпускает издательство Рочестерского университета.

## Регламент
Премию присуждают с 2008 года, когда она была вручена за книги 2007-го. Она существует в двух номинациях — проза и поэзия.
С 2010, благодаря гранту компании Amazon.com, премируемый автор и переводчик получают по 5 тысяч долларов (до этого премия не имела денежного содержания).

## Назначение
Во внимание принимаются качества не только перевода, но и переводимого произведения, имя автора, переводчика, составителя, издателя — всех, «чья помощь сделала литературы других культур доступными американским читателям».

## Номинированные и премированные книги

### 2008
Короткий список прозы
- Доротея Дикман Гуантанамо, перевод с немецкого Tim Mohr (Soft Skull)
- Роберто Боланьо Озверевшие сыщики, перевод с испанского Natasha Wimmer (FSG)
- Хулио Кортасар Автонавты на космотрассе, перевод с испанского Anne McLean (Archipelago Books)
- Махмуд Довлатабади Пропавший Солух, перевод с фарси Kamran Rastegar (Melville House)
- Жан Эшноз Равель, перевод с французского Linda Coverdale (New Press)
- Дьюла Круди Подсолнух, перевод с венгерского John Batki (NYRB)
- Пер Петтерсон Пора уводить коней, перевод с норвежского Anne Born (Graywolf Press)
- Пауль Верхаген Omega Minor, перевод с фламандского автора (Dalkey Archive)
- Энрике Вила-Матас Болезнь Монтано, перевод с испанского Jonathan Dunne (New Directions)
- Роберт Вальзер Помощник, перевод с немецкого Susan Bernofsky (New Directions)

Короткий список поэзии
- Иван Блатны The Drug of Art: Selected Poems, перевод с чешского Justin Quinn, Matthew Sweney, Alex Zucker, Veronika Tuckerova, Anna Moschovakis (Ugly Duckling)
- The Dream of the Poem: Hebrew Poetry from Muslim and Christian Spain, 950—1492, составление и перевод с иврита Peter Cole (Princeton)
- Збигнев Херберт The Collected Poems: 1956—1998, перевод с польского Czesław Miłosz, Peter Dale Scott, Alissa Valles (Ecco)

### 2009
Короткий список прозы
- Аттила Бартиш Спокойствие, перевод с венгерского Imre Goldstein (Archipelago Books)
- Роберто Боланьо 2666, перевод с испанского Natasha Wimmer (Farrar, Straus & Giroux)
- Роберто Боланьо Третий рейх, перевод с испанского Chris Andrews (New Directions)
- Céline Curiol Voice Over, перевод с французского Sam Richard (Seven Stories)
- Виллем Фредерик Херманс The Darkroom of Damocles, перевод с голландского Ina Rilke (Overlook)
- Элиас Хури Yalo, перевод с арабского Peter Theroux (Archipelago Books)
- Орасио Кастельянос Мойя (Сальвадор) Бесчувственность, перевод с испанского Katherine Silver (New Directions)
- Виктор Серж Годы, которым нет прощенья, перевод с французского Richard Greeman (New York Review of Books)
- Алехандро Самбра Банзай, перевод с испанского Carolina De Robertis (Melville House Publishing)
- Стефан Цвейг Кристина Хофленер перевод с немецкого Joel Rotenberg (New York Review of Books)

Короткий список поэзии
- Takashi Hiraide For the Fighting Spirit of the Walnut, перевод с японского Sawako Nakayasu (New Directions)
- Робер Деснос Essential Poems and Writings, перевод с французского Mary Ann Caws, Terry Hale, Bill Zavatsky, Martin Sorrell, Jonathan Eburne, Katherine Connelly, Patricia Terry, Paul Auster (Black Widow)
- Caroline Dubois You Are the Business, перевод с французского Cole Swensen (Burning Deck)
- Дмитрий Голынко As It Turned Out, перевод с русского Eugene Ostashevsky, Rebecca Bella, Simona Schneider (Ugly Duckling)
- Валери Ларбо Стихотворения А. О. Барнабута, перевод с французского Ron Padgett & Bill Zavatsky (Black Widow)
- Владимир Маяковский Night Wraps the Sky, перевод с русского Katya Apekina, Val Vinokur, and Matvei Yankelevich, составление Michael Almereyda (Farrar, Straus & Giroux)
- Фредрик Нюберг A Different Practice, перевод со шведского Jennifer Hayashida (Ugly Duckling)
- Ремон Кено EyeSeas, перевод с французского Daniela Hurezanu, Stephen Kessler (Black Widow)
- Эугениуш Ткачишин-Дыцкий Peregrinary, перевод с польского Bill Johnston (Zephyr)
- Адам Загаевский Eternal Enemies, перевод с польского Clare Cavanagh (Farrar, Straus & Giroux)

### 2010
Короткий список прозы
- Гейль Харевен Признания Ноя Вебера, перевод с иврита Dalya Bilu (Melville House)
- Игнасио де Лойола Брандан (Бразилия) Anonymous Celebrity, перевод с португальского Nelson Vieira (The Dalkey Archive)
- Ян Кьерстад The Discoverer, перевод с норвежского Barbara Haveland (Open Letter Books)
- Сесар Айра Привидения, перевод с испанского Chris Andrews (New Directions Publishing)
- Сигизмунд Кржижановский Воспоминания о будущем, перевод с русского Joanne Turnbull (New York Review Books)
- Хосе Мануэль Прието Rex, перевод с испанского Esther Allen (Grove Books)
- Роберт Вальзер Семейство Таннер, перевод с немецкого Susan Bernofsky (New Directions Publishing)
- Гербранд Баккер Близнец, перевод с голландского David Colmer (Archipelago Books)
- Вольф Хаас Погода пятнадцать лет назад, перевод с немецкого Stephanie Gilardi, Thomas S. Hansen (Ariadne Press)
- Хюго Клаус Wonder, перевод с голландского Michael Henry Heim (Archipelago Books)

Короткий список поэзии
- Елена Фанайлова Русская версия, перевод с русского Genya Turovskaya, Стефани Сандлер (Ugly Duckling Presse)
- Николь Броссар Selections, переводы с французского (University of California)
- Рене Шар The Brittle Age and Returning Upland, перевод с французского Gustaf Sobin (Counterpath)
- Махмуд Дарвиш If I Were Another', перевод с арабского Fady Joudah (FSG)
- Hiromi Ito Killing Kanoko, перевод с японского Jeffrey Angles (Action Books)
- Марцелиюс Мартинайтис, KB: The Suspect, перевод с литовского Laima Vince (White Pine)
- Heeduk Ra Scale and Stairs, перевод с корейского Woo-Chung Kim, Christopher Merrill (White Pine)
- Новица Тадич Dark Things, перевод с сербского Charles Simic (BOA Editions)
- Liliana Ursu Lightwall, перевод с румынского Sean Cotter (Zephyr Press)
- Wei Ying-wu In Such Hard Times, перевод с китайского Red Pine (Copper Canyon)

### 2011
Короткий список прозы
- Туве Янссон The True Deceiver, перевод со шведского Thomas Teal (New York Review Books)
- Сесар Айра The Literary Conference, перевод с испанского Katherine Silver (New Directions)
- Михал Айваз Золотой век, перевод с чешского Andrew Oakland (Dalkey Archive)
- Georges-Olivier Châteaureynaud A Life on Paper, перевод с французского Edward Gauvin (Small Beer)
- Альбер Коссери The Jokers, перевод с французского Anna Moschovakis (New York Review Books)
- Jenny Erpenbeck Visitation, перевод с немецкого Susan Bernofsky (New Directions)
- Эмиль Ажар (Ромен Гари) Псевдо, перевод с французского David Bellos (Yale University Press)
- Emilio Lascano Tegui (Аргентина) On Elegance While Sleeping , перевод с испанского Idra Novey (Dalkey Archive)
- Марлин ван Никерк Путь женщин, перевод с африкаанс Michiel Heyns (Tin House)
- Эрнст Вайс Георг Летам, врач и убийца, перевод с немецкого Joel Rotenberg (Archipelago)

Короткий список поэзии
- Алеш Штегер Книга вещей, перевод со словенского Brian Henry (BOA Editions)
- Эжен Гильвик Geometries, перевод с французского Richard Sieburth (Ugly Ducking)
- Yu Jian Flash Cards, перевод с китайского Wang Ping, Ron Padgett (Zephyr Press)
- Ayane Kawata Time of Sky & Castles in the Air, перевод с японского Sawako Nakayasu (Litmus Press)
- Лульета Лешанаку Child of Nature, перевод с албанского Henry Israeli, Shpresa Qatipi (New Directions)

### 2012
Короткий список прозы
- Веслав Мысливский Камень на камень, перевод с польского Bill Johnston (Archipelago Books)
- Жан Эшноз Lightning, перевод с французского Linda Coverdale (New Press)
- Jacques Jouet Upstaged, перевод с французского Leland de la Durantaye (Dalkey Archive Press)
- Дежё Костолани Корнел Эсти, перевод с венгерского Bernard Adams (New Directions)
- Дани Лаферьер (Гаити/Канада) I Am a Japanese Writer, перевод с французского David Homel (Douglas & MacIntyre)
- Диего Марани Новая грамматика финского языка, перевод с итальянского Judith Landry (Dedalus)
- Хуан Хосе Саэр Шрамы, перевод с испанского Steve Dolph (Open Letter)
- Моасир Скляр Леопарды Кафки, перевод с португальского Thomas O. Beebee (Texas Tech University Press)
- Магдалена Тулли In Red, перевод с польского Bill Johnston (Archipelago Books)
- Энрике Вила-Матас Париж, и несть ему конца, перевод с испанского Anne McLean (New Directions)

Короткий список поэзии
- Kiwao Nomura Spectacle & Pigsty, перевод с японского Kyoko Yoshida, Forrest Gander (Omnidawn)
- Amal al-Jubouri Hagar Before the Occupation, Hagar After the Occupation, перевод с арабского Rebecca Gayle Howell, Husam Qaisi (Alice James Books)
- Жюль Лафорг Last Verses, перевод с французского Donald Revell (Omnidawn)
- Глеб Шульпяков A Fireproof Box, перевод с русского Christopher Mattison (Canarium Books)
- Anja Utler engulf—enkindle, перевод с немецкого Kurt Beals (Burning Deck)
- Uljana Wolf False Friends, перевод с немецкого Susan Bernofsky (Ugly Duckling Presse)

### 2013
Короткий список прозы
- Ласло Краснахоркаи Сатанинское танго, перевод с венгерского George Szirtes (New Directions)
- Серхио Хейфец (Аргентина) The Planets, перевод с испанского Heather Cleary (Open Letter Books)
- Эрик Шевийяр Доисторические времена, перевод с французского Alyson Waters (Archipelago Books; France)
- Махмуд Довлатабади Полковник, перевод с фарси Tom Patterdale (Melville House)
- Edouard Levé Autoportrait, перевод с французского Lorin Stein (Dalkey Archive Press)
- Клариси Лиспектор A Breath of Life: Pulsations, перевод с португальского Johnny Lorenz (New Directions)
- Герта Мюллер The Hunger Angel, перевод с немецкого Philip Boehm (Metropolitan Books)
- Михаил Шишкин Венерин волос, перевод с русского Marian Schwartz (Open Letter Books)
- Абдурахман Вабери Транзит, перевод с французского David Ball, Nicole Ball (Indiana University Press)
- Урс Видмер My Father’s Book, перевод с немецкого Donal McLaughlin (Seagull Books)

Короткий список поэзии
- Никита Стэнеску Wheel with a Single Spoke, перевод с румынского Sean Cotter (Archipelago Books)
- Аасе Берг Transfer Fat, перевод со шведского Johannes Göransson (Ugly Duckling Press)
- Лидия Димковская pH Neutral History, перевод с македонского Ljubica Arsovska, Peggy Reid (Copper Canyon Press)
- Эмманюэль Окар The Invention of Glass, перевод с французского Cole Swensen, Rod Smith (Canarium Books)
- Xi Chuan Notes on the Mosquito, перевод с китайского Lucas Klein (New Directions)
- Elfriede Czurda (Австрия) Almost 1 Book/ Almost 1 Life, перевод с немецкого Rosmarie Waldrop (Burning Deck)

### 2014
Короткий список прозы
- Ласло Краснахоркаи Seiobo There Below, перевод с венгерского Ottilie Mulzet (New Directions)
- Minae Mizumura A True Novel, перевод с японского Juliet Winters (Other Press)
- Родриго Рей Роса The African Shore, перевод с испанского Jeffrey Gray (Гватемала; Yale University Press)
- Mahi Binebine Horses of God, перевод с французского Lulu Norman (Марокко; Tin House)
- Мирча Кэртэреску Blinding, перевод с румынского Sean Cotter (Archipelago Books)
- Elena Ferrante The Story of a New Name, перевод с итальянского Ann Goldstein (Europa Editions)
- Арнон Грюнберг Tirza, перевод с голландского Sam Garrett (Open Letter Books)
- Karl Ove Knausgaard My Struggle: Book Two, перевод с норвежского Don Bartlett (Archipelago Books)
- Ahmad Faris al-Shidyaq Leg Over Leg Vol. 1, перевод с арабского Humphrey Davies (Ливан; New York UP)
- Ян Якоб Слауэрхоф The Forbidden Kingdom, перевод с голландского Paul Vincent (Pushkin Press)

Короткий список поэзии
- Elsa Biagini The Guest in the Wood, перевод с итальянского Diana Thow, Sarah Stickney, Eugene Ostashevsky (Chelsea Editions)
- Клод Руайе-Журну Four Elemental Bodies, перевод с французского Keith Waldrop (Burning Deck)
- Сохраб Сепехри The Oasis of Now, перевод с персидского Kazim Ali, Mohammad Jafar Mahallati (Иран; BOA Editions)
- Полина Барскова, Анна Глазова, Мария Степанова Relocations: 3 Contemporary Russian Women Poets, перевод с русского Catherine Ciepiela, Anna Khasin, Sibelan Forrester (Zephyr Press)
- Роберто Боланьо The Unknown University, перевод с испанского Laura Healy (Чили; New Directions)
- Николь Броссар White Piano, перевод с французского Robert Majzels, Erin Mouré (Канада; Coach House Press)
- Даниэль Коллобер Murder, перевод с французского Nathanaël (Litmus Press)
- Оливерио Хирондо In the Moremarrow, перевод с испанского Molly Weigel (Аргентина; Action Books)
- Анжелина Полонская Paul Klee’s Boat, перевод с русского Andrew Wachtel (Zephyr Press)
- Ye Mimi His Days Go By the Way Her Years, перевод с китайского Steve Bradbury (Тайвань; Anomalous Press)

### 2015
Короткий список прозы
- Цань Сюэ, The Last Lover, перевод с китайского Аннелиз Финеган Васмен (Китай, издательство Йельского университета)
- Эрик Шевийяр, The Author and Me, перевод с французского Джордан Стамп (Франция, Dalkey Archive Press)
- Хулио Кортасар, Fantomas Versus the Multinational Vampires, перевод с испанского Дэвида Курника (Аргентина, Semiotext(e))
- Сергей Довлатов, Пушкинские горы, перевод с русского Екатерина Довлатова (Россия, Counterpoint Press)
- Элена Ферранте, Those Who Leave and Those Who Stay, перевод с итальянского Энн Голдштейн (Италия, Europa Editions)
- Медардо Фрайле, Things Look Different in the Light', перевод с испанского Маргарет Джалл Коста (Испания, Pushkin Press)
- Богумил Грабал, Harlequin’s Millions, перевод с чешского Стейси Кнехт (Чешская Республика, Archipelago Books)
- Туве Янссон, The Woman Who Borrowed Memories, перевод с шведского Томас Тил и Сильвестр Маццарелла (Финляндия, NYRB)
- Валерия Луизелли, Faces in the Crowd, перевод с испанского Кристина МакСуини (Мексика, Coffee House Press)
- Хуан Хосе Саэр, La Grande, перевод с испанского Стив Дольф (Аргентина, Open Letter Books)

Короткий список поэзии
- Росио Серон, Diorama, перевод с испанского Анны Розенвонг (Мексика, Phoneme Media)
- Сюзанна Доппельт, Lazy Suzie, перевод с французского Коул Свенсен (Франция, Litmus Press)
- Венус Хури-Гата, Where Are the Trees Going?, перевод с французского Мэрилин Хакер (Ливан, Curbstone)
- Алехандра Писарник, Diana’s Tree, перевод с испанского Иветт Сигерт (Аргентина, Ugly Duckling)
- Лев Рубинштейн, Полный каталог комедийных новинок, перевод с русского Филиппа Метерса и Татьяны Тульчинской (Россия, Ugly Duckling)
- Фархад Шоуги, End of the City Map перевод с немецкого Розмари Уолдроп (Германия, Burning Deck)